# Nadleśnictwo Nowa Dęba
Nadleśnictwo Nowa Dęba – jednostka organizacyjna Lasów Państwowych podległa Regionalnej Dyrekcji Lasów Państwowych w Lublinie. Siedziba nadleśnictwa znajduje się w Nowej Dębie, w powiecie tarnobrzeskim, w województwie podkarpackim.
Nadleśnictwo obejmuje część powiatów tarnobrzeskiego, kolbuszowskiego, mieleckiego i stalowowolskiego oraz miasto Tarnobrzeg.
Na terenie nadleśnictwa znajduje się rezerwat przyrody Dolina Smarkatej.

## Historia
Nadleśnictwo Buda Stalowska powstało w okresie międzywojennym. W 1944 włączone do niego znacjonalizowane przez komunistów lasy prywatne należące do hr. Artura Tarnowskiego. Lasy należące dotychczas do innych właścicieli trafiły pod zarząd nadleśnictw Stany (później zmieniono nazwę na nadleśnictwo Dęba) oraz Babule.
W 1970 nadleśnictwo Dęba uległo likwidacji, a jego lasy zostały podzielone przez nadleśnictwa Buda Stalowska i Babule. W 1978 nadleśnictwo Babule włączono do nadleśnictwa Buda Stalowska.
1 marca 2007 nadleśnictwo Buda Stalowska zmieniło nazwę na nadleśnictwo Nowa Dęba.

## Drzewostany
Gatunki lasotwórcze lasów nadleśnictwa z ich procentowym udziałem w całkowitej powierzchni:
- sosna 80,99%
- dąb 5,23%
- brzoza 5,14%
- olsza 3,87%
- jodła 2,54%

Udział pozostałych gatunków nie przekracza 1% powierzchni leśnej.